# Frederick Davey
Pour les articles homonymes, voir Davey.
Frederick W. Davey (22 février 1847-24 avril 1926) est un homme politique canadien de la Colombie-Britannique. Il est député provincial indépendant de la circonscription britanno-colombienne de Victoria City de 1907 à 1916.

## Biographie
Né à Truro en Cornouailles, Davey étudie à Camborne. Il sert comme conseiller municipal de la ville de Victoria en 1906.
Davey meurt à Victoria en avril 1926 à l'âge de 79 ans.